# Хортон, Эдвард Эверетт
Эдвард Эверетт Хортон (англ. Edward Everett Horton; 18 марта 1886, Нью-Йорк — 29 сентября 1970, Энсино) — американский актёр.
Сын шотландских иммигрантов, он начал выступать в театре в 1908 году и сниматься в кино в 1922 году. За свою карьеру снялся более чем в 150 фильмах. Снимался вплоть до своей смерти. Имеет звезду на Голливудской аллее славы.

## Фильмография
- 1924 — Дети Хелен / Helen’s Babies — дядя Гарри
- 1926 — Богема / La bohème — Коллин
- 1931 — Первая полоса / The Front Page — Рой В. Бенсингер
- 1932 — Неприятности в раю / Trouble in Paradise — Франсуа Филиба
- 1933 — Алиса в Стране чудес — Болванщик
- 1933 — Серенада трёх сердец / Design for Living — Макс Планкетт
- 1934 — Весёлая разведённая — Пинки Фитцжеральд
- 1935 — Дьявол — это женщина / The Devil is a Woman
- 1935 — Цилиндр — Хорэс Хардвик
- 1937 — Потерянный горизонт
- 1937 — Потанцуем?
- 1937 — Ангел — Грэхем
- 1938 — Школа свинга
- 1938 — Восьмая жена Синей Бороды
- 1943 — Вечность и один день
- 1943 — Вся банда в сборе — Пейтон Поттер
- 1944 — Мышьяк и старые кружева — мистер Уитерспун
- 1963 — Этот безумный, безумный, безумный, безумный мир
- 1964 — Секс и незамужняя девушка — шеф